# پیچ اناری (سرده)
پیچ اناری (نام علمی: Tecoma) نام یک سرده از تیره پیچ‌اناریان است.